# Edificio postale di Roma Nomentano
L'edificio postale Roma Nomentano, noto come Posta di piazza Bologna, è un edificio postale di Roma situato in piazza Bologna, nel quartiere Nomentano.
Ospita l'ufficio postale Roma Nomentano (Frazionario 55647).

## Storia
La realizzazione di questo ufficio postale, insieme a quelli di viale Mazzini, via Taranto e via Marmorata, rientrava nel piano dello sviluppo dell'Urbe, che prevedeva il decentramento dei servizi in zone esterne al nucleo storico della città. Nel 1932 il concorso per la realizzazione dell'opera, bandito dal Ministero delle comunicazioni, fu vinto dall'architetto Mario Ridolfi coadiuvato dall'arch. Mario dell'Arco e dall'ingegnere Gioacchino Luigi Mellucci con l'impresa Mannajuolo. L'ufficio postale fu inaugurato il 28 ottobre 1935.

## Descrizione
L'edificio, caratterizzato per la sua doppia curvatura e per il rivestimento a cortina in listelli di travertino, rappresenta una delle opere più interessanti dell'architettura razionalista italiana. L'edificio è stato sottoposto a modifiche nel 1976, le più radicali nel salone pubblico dell'ufficio postale.